# Paul Kavanagh
Paul Kavanagh (* vor 1990 in Gateshead, Großbritannien) ist ein englischer Filmtechniker, der sich auf visuelle Effekte spezialisiert hat und für die von George Lucas gegründete Firma Industrial Light & Magic arbeitet.

## Leben
Kavanagh schloss 1990 das Newcastle College ab. Danach studierte er an der Newcastle University.
Er fungierte bei Filmen von Reihen wie Star Wars, Harry Potter und Transformers und bei vielen anderen Filmen des Regisseurs Michael Bay und 20th Century Fox. Seinen bisher größten Erfolg konnte Kavanagh 2010 mit seiner Arbeit am J. J. Abrams Film Star Trek feiern, für den er unter anderem für einen Oscar und einen BAFTA Award nominiert wurde.
2018 wurde er in die Academy of Motion Picture Arts and Sciences berufen, die jährlich die Oscars vergibt.

## Filmografie (Auswahl)
- 1996: Die Legende von Pinocchio
- 1997: Vergessene Welt: Jurassic Park
- 1997: Fremde Wesen
- 1997: Flubber
- 1998: Deep Rising
- 1999: Star Wars: Episode I – Die dunkle Bedrohung
- 2000: Die Abenteuer von Rocky und Bullwinkle
- 2001: Pearl Harbor
- 2001: Harry Potter und der Stein der Weisen
- 2002: Star Wars: Episode II – Angriff der Klonkrieger
- 2002: Harry Potter und die Kammer des Schreckens
- 2003: Tränen der Sonne
- 2003: Fluch der Karibik
- 2003: Timeline
- 2003: Unzertrennlich
- 2004: Harry Potter und der Gefangene von Askaban
- 2005: Star Wars: Episode III – Die Rache der Sith
- 2005: Die Insel
- 2006: Mission: Impossible III
- 2006: Pirates of the Caribbean – Fluch der Karibik 2
- 2007: Transformers
- 2007: Von Löwen und Lämmern
- 2008: Iron Man
- 2009: Star Trek
- 2009: Transformers – Die Rache
- 2009: Avatar – Aufbruch nach Pandora
- 2011: Super 8
- 2012: Red Tails
- 2013: G.I. Joe – Die Abrechnung
- 2013: Star Trek Into Darkness
- 2015: Star Wars: Das Erwachen der Macht
- 2019: Star Wars: Der Aufstieg Skywalkers (Star Wars: The Rise of Skywalker)

## Nominierungen & Auszeichnungen
- 2010: Academy of Science Fiction, Fantasy & Horror Films: Nominierung in der Kategorie Beste Spezialeffekte für Star Trek
- 2010: BAFTA Award: Nominierung in der Kategorie Beste visuelle Effekte für Star Trek
- 2010: Oscar: Nominierung in der Kategorie Beste visuelle Effekte für Star Trek
- 2011: Satellite Award: Nominierung in der Kategorie Beste visuelle Effekte für Super 8
- 2016: BAFTA Award: Auszeichnung in der Kategorie Beste visuelle Effekte für Star Wars: Das Erwachen der Macht